# Discocactus petr-halfarii
Discocactus petr-halfarii es una especie de planta suculenta perteneciente al género Discocactus, dentro de la familia Cactaceae. Es endémica del nordeste de Brasil (concretamente del estado de Bahía).

## Descripción
Discocactus petr-halfarii es una especie de cactus pequeño que crece de forma solitaria y su forma va de globosa deprimida a globosa. Los tallos miden de 4 a 5 cm de alto y de 2 a 15 cm de diámetro. Tienen la epidermis de color verde y sus raíces son ligeramente ramificadas, con una raíz principal engrosada.
Presenta de 10 a 14 costillas bien definidas y divididas en tubérculos redondeados. Sobre ellos se asientan de 2 a 5 areolas por costilla y van de ovaladas a elípticas. No aparecen hundidas, tienen abundante indumento de color beige a blanco y miden de 0,5 a 1,4 mm de largo, con un ancho de 0,4 mm.
Las espinas van de color gris a amarillo y no poseen ninguna espina central. Las espinas radiales van de 7 a 12, se disponen aproximadamente en 3 pares a cada lado de la areola y miden de 1 a 2,5 cm de longitud.
En el ápice de las planta adultas se forma una estructura lanosa llamada cefalio, el cual mide de 0,6 a 2 cm de altura y de 2,6 a 3 cm de diámetro. Está compuesto por lana de color blanco a grisáceo y en su margen presenta algunas cerdas escasas o ausentes. Esta estructura protege el extremo apical más sensible de la planta, tanto de las incidencias del frío nocturno como de las radiaciones ultravioletas demasiado intensas. Además, se cree que este cefalio tiene una función de atracción de polinizadores, ya que incluso antes de aparecer las flores suelen ser muy vistosos.
Las flores son blancas, de aroma dulce (fragantes) y tienen forma de embudo. Surgen en el borde del cefalio, se abren por la noche y son polinizadas por polillas. Miden de 3,4 a 3,6 cm de largo y de 2,3 a 2,6 cm de diámetro. Su pericarpelo (ovario) aparece desnudo en la base y está cubierto de muy pocas escamas desnudas en sus axilas superiores. El tubo floral (receptáculo) es delgado, mide de 2 a 8 mm de largo y tiene escamas de color crema a blanco. Los segmentos internos del perianto miden de 1,5 a 2,2 cm de largo y son de color blanco, y los externos, miden de 1 a 2,4 cm de longitud y su color va de crema a blanco. Los estambres tienen filamentos de 1 a 2 mm de largo, el estilo mide de 1,2 a 1,8 cm de longitud y el estigma presenta hasta 5 lóbulos. Florece entre noviembre y marzo.
Los frutos son de color rosado a rojizo y tienen forma claviforme. Cuando están maduros se abren longitudinalmente y conservan restos florales persistentes. Miden hasta 3,5 cm de largo y unos 0,5 cm de ancho. En su interior contienen aproximadamente 100 semillas negras brillantes y de forma ovalada. Miden 1,1 mm y tienen una testa cubierta de pequeños tubérculos alargados.

## Distribución y hábitat
El área de distribución nativa de esta especie es el nordeste de Brasil (concretamente en el estado de Bahía) y crece principalmente en el bioma tropical estacionalmente seco.
Habita en suelos arcillosos y pedregosos, a elevaciones de 350 a 550 metros de altitud.

## Taxonomía
Discocactus petr-halfarii fue descrita por el botánico Milan Zachar y publicada por primera vez en la revista científica Kaktusy: Zpravodaj Svazu českých kaktusářů 44: 45 en 2008.

Etimología
- Discocactus: nombre genérico formado a partir de las palabras griegas diskos (que significa 'disco', en el sentido de 'plano') y kaktos (que significa 'cardo' o 'planta espinosa'), haciendo referencia al carácter discoidal y aplanado de la mayoría de sus especies.[4]
- petr-halfarii: epíteto específico otorgado en honor a Petr Halfar, hijo de Miroslav Halfar, uno de los descubridores de esta especie de cactus. Petr falleció en un accidente automovilístico en enero de 2005, y la especie fue nombrada en su memoria.[5]

## Estado de conservación
El hábitat natural de la especie está rodeado de tierras de cultivo y corre el riesgo de ser convertido en zona agrícola en un futuro próximo, lo que podría provocar su extinción en estado silvestre.

## Usos
Se cultiva raramente como planta ornamental y su propagación se realiza normalmente a través de semillas o injertos.